# Zero (canción)
«Zero» es un sencillo del disco Mellon Collie and The Infinite Sadness de la banda estadounidense Smashing Pumpkins.
El artwork de este sencillo estuvo a cargo de Yelena Yemchuk pareja en ese momento de Corgan, la dirección del video de esta canción también estuvo a su cargo.

## Lista de canciones
1. Zero
2. God
3. Mouths of Babes
4. Tribute to Johnny
5. Marquis in Spades
6. Pennies
7. Pastichio Medley

- Medley es una palabra inglesa que traducida al castellano sería colección de diferentes cosas, que forman una cosa unitaria; la canción Pastichio Medley dura 23 minutos y tiene partes de 70 distintas canciones, las cuales son "The Demon", "Thunderbolt", "Dearth", "Knuckles", "Star Song", "Firepower", "New Waver", "Space Jam", "Zoom", "So Very Sad About Us", "Phang", "Speed Racer", "The Eternal E", "Hairy Eyeball", "The Groover", "Hell Bent for Hell", "Rachel", "A Dog's Prayer", "Blast", "The Black Rider", "Slurpee", "Flipper", "The Viper", "Bitch", "Fried", "Harmonia", "U.S.A.", "The Tracer", "Envelope Woman", "Plastic Guy", "Glasgow 3am", "The Road Is Long", "Funkified", "Rigamarole", "Depresso", "The Streets Are Hot Tonite", "Dawn At 16", "Spazmatazz", "Fucker", "In the Arms of Sheep", "Speed", "77", "Me Rock You Snow", "Feelium", "Is Alex Milton", "Rubberman", "Spacer", "Rock Me", "Weeping Willowly", "Rings", "So So Pretty", "Lucky Lad", "Jackboot", "Millieu", "Disconnected", "Let Your Lazer Love Light Shine Down", "Phreak", "Porkbelly", "Robot Lover", "Jimmy James", "America", "Slinkeepie", "Dummy Tum Tummy", "Fakir", "Jake", "Camaro", "Moonkids", "Make It Fungus", "V-8", "Die".

- Tribute to Johnny es un homenaje al guitarrista Johnny Winter.
- Este sencillo también apareció en el Box Set The Aeroplane Flies High.
- Marquis in Spades aparece también en el Judas 0.